# Ephesia delicata
Ephesia delicata là một loài bướm đêm trong họ Noctuidae.